# Santa Colomba de Peire
Sant Colomba de Peire (en francès Sainte-Colombe-de-Peyre) és un municipi francès situat al departament del Losera i a la regió d'Occitània.